# Mirni (Goriachi Kliuch)
Mirni (del ruso: Мирный) es un posiólok del ókrug urbano de Goriachi Kliuch del krai de Krasnodar, en las estribaciones noroccidentales del Cáucaso, en Rusia. Está situado a orillas de un arroyo afluente por la izquierda del río Kaverze, afluente del Psékups, que lo es del Kubán, 12 km al suroeste de Goriachi Kliuch, y 48 km al sur de Krasnodar. Tenía 735 habitantes en 2010.
Es cabeza del municipio Bezymiannoye, al que pertenecen asimismo Piatigorskaya, Bezymiannoye, Fanagoriskoye y Jrebtovoye. El municipio tenía una población total de 3 184 habitantes.

## Transporte
Al sur de la localidad pasa la carretera federal M4 Don Moscú-Novorosíisk.